# 世界チェス選手権

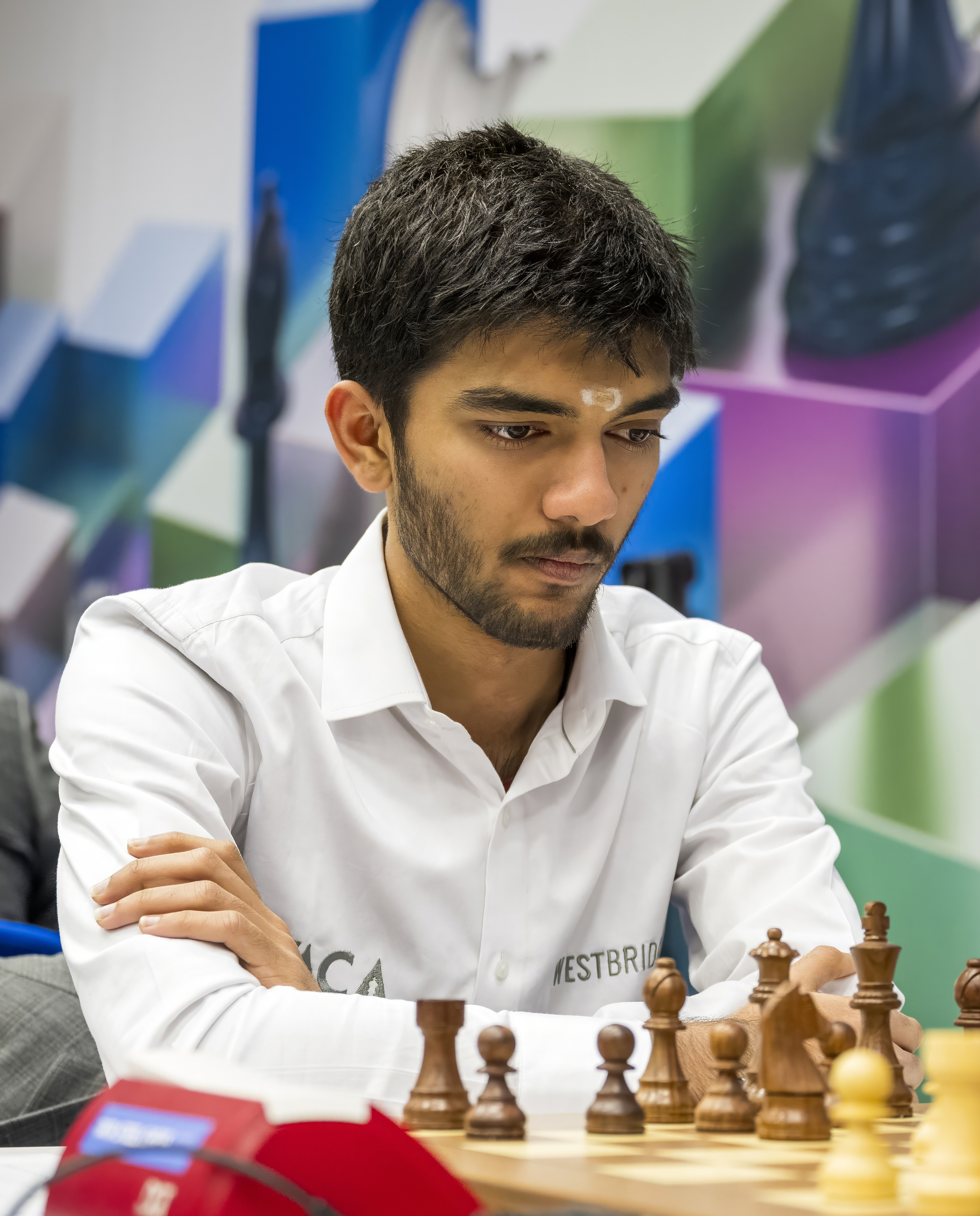
現世界選手権者グケシュ・ドマラジュ

世界チェス選手権（せかいチェスせんしゅけん、World Chess Championships）は、チェスにおけるチェスの世界王者を決めるトーナメントである。

## 方式
現行の大会は2年周期で開催されている。出場する選手は現世界選手権者と、1.FIDE主催の主要大会の決勝進出者 2. FIDE世界ランキングの上位者 3. 主催者推薦選手からなる挑戦者候補8名である。挑戦者候補8名が2回戦総当りのラウンドロビン方式トーナメントを戦い、成績最優秀者が現世界選手権者と選手権試合を行う。
選手権試合は連続する19日間で途中に5回の休養日を挟みながら1日に1試合が行われ、最大14試合を戦う短期集中開催である。持ち時間は40ムーブ（先手後手が各40手指了まで。以下同様）まで120分、40ムーブ終了後に各自60分追加される。61ムーブからは20ムーブごとに各自15分追加され、さらに1ムーブごとに30秒が加算されるフィッシャークロックルールとなる。対局に勝利すれば勝ち点1、引き分けの場合は両対局者が勝ち点0.5点を得、対局者の一方が勝ち点7.5点以上を得た時点で選手権の決着となり、勝者が新たな世界選手権者となる。
第14戦を終了して7対7の引き分けとなったときは、翌日にタイブレークを行う。タイブレークはまず最大4試合の早指し戦で争われる。持ち時間は初手から各25分に1手10秒加算のフィッシャークロックルールで行われ、先に勝ち点2.5点以上を獲得した者が選手権者となる。この早指し戦が2対2の引き分けとなったときは、さらに2試合を1セットとした超早指し戦を、サドンデス形式で最大5セット行って勝者を決する。持ち時間は各5分に1手3秒が加算されるフィッシャークロックルールであり、1セットで勝ち点1.5点以上を得た者が出た場合そこで決着とし、セットの勝者が選手権者となる。この超早指し戦も5セット連続で1対1の引き分けとなった場合は、1試合限りのハルマゲドンマッチを行い、勝者が選手権者となる。この対局の持ち時間は先手5分後手4分（60ムーブ終了後1手ごとに3秒加算)と先手有利の条件だが、代わりにこの対局では引き分けを後手の勝利として取り扱い、後手番の不利を埋め合わせている。

## 歴史
それまでの世界チェス選手権は非公認大会であったが、公式の世界選手権は1886年からであった。しかしFIDEとPCAとの対立で分裂。1993年から13年間、別々の世界選手権が開催されたが、現在は1つに統一されている。

## 歴代チェスチャンピオン

### 公式チャンピオン (1886–1993)
| #  | 名前                         | 年                            | 国                                                 | 年齢              |
| -- | ---------------------------- | ----------------------------- | -------------------------------------------------- | ----------------- |
| 1  | ヴィルヘルム・シュタイニッツ | 1886–1894                     | オーストリア＝ハンガリー帝国 (ボヘミア) · アメリカ | 50–58             |
| 2  | エマーヌエール・ラスカー     | 1894–1921                     | ドイツ帝国 ドイツ                                  | 26–52             |
| 3  | ホセ・ラウル・カパブランカ   | 1921–1927                     | キューバ                                           | 33–39             |
| 4  | アレクサンドル・アレヒン     | 1927–1935 1937–1946           | フランス · ソビエト連邦                            | 35–43 45–54       |
| 5  | マックス・エーワ             | 1935–1937                     | オランダ                                           | 34–36             |
| 6  | ミハイル・ボトヴィニク       | 1948–1957 1958–1960 1961–1963 | ソビエト連邦 (RSFSR)                               | 37–46 47–49 50–52 |
| 7  | ワシリー・スミスロフ         | 1957–1958                     | ソビエト連邦 (RSFSR)                               | 36                |
| 8  | ミハイル・タリ               | 1960–1961                     | ソビエト連邦 (ラトビアSSR)                         | 24                |
| 9  | チグラン・ペトロシアン       | 1963–1969                     | ソビエト連邦 (アルメニアSSR)                       | 34–40             |
| 10 | ボリス・スパスキー           | 1969–1972                     | ソビエト連邦 (RSFSR)                               | 32–35             |
| 11 | ボビー・フィッシャー         | 1972–1975                     | アメリカ                                           | 29–32             |
| 12 | アナトリー・カルポフ         | 1975–1985                     | ソビエト連邦 (RSFSR)                               | 24–34             |
| 13 | ガルリ・カスパロフ           | 1985–1993                     | ソビエト連邦 (アゼルバイジャンSSR) · ロシア        | 22–30             |

| 名前                     | 年        | 国     | 年齢  |
| ------------------------ | --------- | ------ | ----- |
| ガルリ・カスパロフ       | 1993–2000 | ロシア | 30–37 |
| ウラジーミル・クラムニク | 2000–2006 | ロシア | 25–31 |

| 名前                       | 年        | 国             | 年齢  |
| -------------------------- | --------- | -------------- | ----- |
| アナトリー・カルポフ       | 1993–1999 | ロシア         | 42–48 |
| アレクサンドル・カリフマン | 1999–2000 | ロシア         | 33    |
| ビスワナサン・アナンド     | 2000–2002 | インド         | 31–33 |
| ルスラン・ポノマリョフ     | 2002–2004 | ウクライナ     | 19–21 |
| ルスタム・カシムジャノフ   | 2004–2005 | ウズベキスタン | 25    |
| ベセリン・トパロフ         | 2005–2006 | ブルガリア     | 30    |

### 統一チャンピオン (2006–現在)
| #  | 名前                         | 年        | 国         | 年齢  |
| -- | ---------------------------- | --------- | ---------- | ----- |
| 14 | ウラジーミル・クラムニク     | 2006–2007 | ロシア     | 31–32 |
| 15 | ヴィスワナータン・アーナンド | 2007–2013 | インド     | 38–43 |
| 16 | マグヌス・カールセン         | 2013–2023 | ノルウェー | 22–32 |
| 17 | 丁立人                       | 2023–2024 | 中国       | 30-32 |
| 18 | グケシュ・ドマラジュ         | 2024–現在 | インド     | 18-   |